# Humberto Moreira Valdez
Humberto Moreira Valdez (Saltillo, Coahuila; 28 de julio de 1966) es un profesor normalista y político mexicano. Fue alcalde de la ciudad de Saltillo (2003-2005) y gobernador del estado de Coahuila (2005-2011).
En marzo de 2011, asumió la presidencia del Partido Revolucionario Institucional, cargo al que renunció en diciembre de ese mismo año para hacer frente a varias denuncias por supuestos casos de corrupción, de las cuales fue absuelto por la Procuraduria General de la República (PGR).

## Vida
Humberto Moreira es el tercero de siete hijos del matrimonio de los profesores Rubén Moreira Cobos y Evangelina Valdés. Está casado con Vanessa Guerrero, con quien tuvo cuatro hijos: Vanessa Mayela (†), Vanessa Lucía, Eva Catalina y Humberto, además de sus hijos mayores José Eduardo (†), Ruben Humberto, Alba Elena y Joaquín.[cita requerida]
Ha dedicado más de 20 años de su vida al magisterio y a la función pública. En 1985, obtuvo el título de profesor en la Escuela Normal Superior de Coahuila y una licenciatura en educación media, con especialidad en ciencias sociales en la Escuela Normal Superior de Coahuila.[cita requerida]
Cuenta también con altos estudios post-universitarios: por la Universidad Autónoma de Barcelona obtuvo los títulos de master universitario en investigación en comunicación y periodismo en la especialidad en ciberperiodismo, tecnología y lenguajes, master en comunicación y educación y master en gestión de la comunicación política y electoral; en la Universidad Camilo José Cela, en Madrid, España, se tituló en el master en asesoramiento de imagen y consultoria política, y en la Universidad de Baja California obtuvo el grado de doctor en educación. Además, concluyó otros estudios: diplomado de análisis político en la Universidad Iberoamericana, diplomado de políticas públicas en el Instituto Nacional de Administración Pública y diplomado de sociología aplicada en la Universidad Iberoamericana.[cita requerida]
En 1985, comenzó su carrera profesional como profesor en la Secundaria Técnica “Abel Suárez de León”. En 1988, trabajó en la Ciudad de México para la Secretaría de Educación Pública como profesor del Centro de Investigación y Desarrollo Profesional del Magisterio, como jefe del Departamento de Recursos Humanos de la Dirección General de Educación Normal y Actualización del Magisterio y como secretario particular del titular de la Dirección General de Educación Normal y Actualización del Magisterio. También se desempeñó como director de Enlace con Entidades Federativas del Programa Emergente de Actualización del Maestro y como secretario particular del Subsecretario de Educación Básica.[cita requerida]
En 1994, fue designado delegado en Coahuila del Consejo Nacional de Fomento Educativo (Conafe) e inició un el plan piloto para dignificar los espacios educativos de las comunidades rurales más apartadas y escasas. También fue delegado del Instituto Nacional para la Educación de los Adultos (INEA), durante su gestión llevó a la Delegación Coahuila al primer lugar nacional en la disminución del rezago educativo y emprendió un ambicioso plan de trabajo en los sectores populares orientado a la organización y capacitación laboral de los adultos, en especial, de las mujeres.[cita requerida]
En 1999, fue designado Secretario de Educación Pública del Estado de Coahuila, cargo que ocupó hasta 2002. Durante este periodo impulsó la primera y única consulta educativa que llevó a construir el Plan Educativo Estatal, con la participación plural de maestros, padres de familia, especialistas en educación y alumnos.[cita requerida]

## Carrera política
Fue presidente municipal de Saltillo (2003-2005) cargo que asumió a partir del 1 de enero de 2003, y mantuvo hasta el 15 de junio de 2005. Como alcalde impulsó políticas públicas para combatir la marginación social, el desarrollo de la infraestructura de la ciudad, de espacios públicos (como el Bosque Urbano). Fue la administración municipal que mayores logros alcanzó en disminución de la marginación social y en infraestructura vial. La eficiencia en los servicios públicos le dio a su gestión la más alta calificación ciudadana.
El 17 de julio de 2005 fue elegido candidato del PRI a la Gobernatura del Estado. El 25 de septiembre de 2005 fue elegido Gobernador del Estado de Coahuila para el período 2005-2011, elecciones estatales de Coahuila en las que compitió contra Jorge Zermeño Infante (PAN), obteniendo la cantidad más alta de votos registrada en la historia de este Estado.
Durante su gestión, Coahuila fue el estado que registró la mayor disminución de los índices de pobreza y marginación social. Atendió la deuda de empleos en la que estaba sumido el estado, mediante la atracción de inversiones al estado que crearon nuevas fuentes de trabajo.
Resolver la enorme deuda social es uno de sus grandes logros. incorporó los servicios de educación media a más de la tercera parte de los municipios. En materia de salud, logró triplicar las camas de hospitales e incrementar las cifras de atención con la contratación de más médicos, enfermeras y el equipo humano necesario para atender a la población.
Se modernizó la infraestructura vial del estado y se incrementaron los espacios destinados a la cultura. Su administración recurrió al financiamiento, lo que generó, por una parte, la resolución de problemas históricos de la población y la atención a deudas sociales históricas ignoradas por décadas.
En febrero del 2011 se postuló como candidato a la Presidencia del Comité Ejecutivo Nacional del Partido Revolucionario Institucional (PRI), ejerció la Presidencia del partido de marzo de 2011 hasta finales de ese mismo año cuando renunció al cargo para aclarar los señalamientos y demandas presentadas ante las autoridades. Luego de una larga batalla jurídica, fue exonerado de todos los cargos imputados.
Durante su gestión como Presidente Nacional del Partido Revolucionario Institucional (PRI) logró los triunfos en las elecciones para las gubernaturas del Estado de México, Nayarit, Coahuila y Michoacán, las municipales del estado de Hidalgo, la mayoría en el Congreso coahuilense y de Nayarit, destacando las elecciones del Estado de México por la votación histórica que se presentó.

### Gobernador de Coahuila
En los 5 años al frente del gobierno de Coahuila, Humberto Moreira trabajó para hacer de Coahuila un estado justo, equitativo y con oportunidades. Se destinaron recursos para mejorar la calidad de vida de los coahuilenses. Los apoyos fueron integrales, desde el mejoramiento de los servicios de salud, la calidad de la educación, oportunidades de empleo, infraestructura carretera, así como diversos programas de desarrollo social.   La política social del estado se basó en programas que permitieran disminuir la desigualdad social y acortar la brecha de la pobreza, con la finalidad de que todos los coahuilenses pudieran tener acceso a las mismas oportunidades.
En salud se construyeron cinco nuevos hospitales en los municipios de Múzquiz, Monclova, Saltillo, Piedras Negras y Torreón; estos nuevos centros de salud, cuentan con una moderna arquitectura y fueron dotados de equipo de primer nivel. Además, se rehabilitaron, modernizaron y equiparon los hospitales ya existentes. Se instalaron 255 Farmacias del Gente, las cuales ofrecieron medicamentos a bajo costo. En el área rural se remodelaron 123 centro de salud. Durante el Gobierno de la Gente inauguraron seis centros oftalmológicos en los municipios de Acuña, Monclova, Piedras Negras, San Juan de Sabinas, Saltillo y Torreón, los cuales ofrecieron cirugías gratuitas de cataratas, trasplante de córnea, prótesis oculares, entre otros servicios médicos.
En educación, la administración de Humberto Moreira construyó 24 EMSaD, siete CECyTEC, dos COBAC y un CONALEP, se logró la cobertura de educación media superior en todos los municipios del estado. Se rehabilitaron los espacios educativos existentes. En apoyo a las familias coahuilenses se entregaron útiles escolares, uniformes, zapatos y seguro escolar para los alumnos de educación básica, además de libros de textos gratuitos para los estudiantes de secundaria. Por su parte los maestros recibieron material didáctico, acción que les permitió contar con las herramientas necesarias para mejorar el proceso de enseñanza.
En Desarrollo Social, el Gobierno de la Gente implementó los programas Piso Firme, Techo Seguro, Agua y Alcantarillado, Banquetas y Nomenclaturas. En los cinco años se pavimentaron 34 mil cuadras y se realizaron 667 obras de electrificación.
En infraestructura vial, durante el Gobierno de la Gente se concluyó la construcción y modernización de seis grandes carreteras, 182 carreteras rurales y 87 puentes vehiculares, 2 distribuidores viales: el Sarape en Saltillo y El Centenario en torreón. Además, se rehabilitaron 127 avenidas y bulevares.
En Cultura,  se instalaron 20 museos, 2 grandes teatros y se rehabilitaron 6 casa de cultura. En medio ambiente se amplió el bosque urbano de la ciudad de Saltillo, se rehabilitó el parque el Chapulín en esta misma ciudad y diversos parques en todo el estado. Se llevó a cabo el programa estatal de reforestación en que se plantaron 2.4 millones de árboles y plantas. 
El Gobierno de la Gente brindó el apoyo a los afectados en las diferentes contingencias, provocadas por las catástrofes generadas por embates naturales o eventualidades. El 19 de febrero del 2006, en San Juan de Sabinas, 65 mineros quedaron atrapados bajo tierra tras la explosión y el derrumbe de la mina Pasta de Conchos, propiedad de Industria Minera México. Moreira mostró su apoyo para las familias de los mineros y exigió al gobierno federal realizara las acciones pertinentes para intentar rescatar a los mineros y castigar a los culpables del accidente. Afuera de la empresa se instaló un campamento en donde se abasteció de alimentos y asistencia a las familias de los trabajadores atrapados. Y se implementó un programa en el que servidores públicos estatales de primer nivel atendieron de manera individual las necesidades de cada una de las 65 familias. 
En agosto de 2006, la corriente del arroyo Guadalupe, en Parras de la Fuente, rebasó los límites del cauce, debido a que a lo largo del día se registró un aguacero torrencial en la zona serrana que se localiza a unos 30 kilómetros de distancia de la cabecera municipal. La inundación y el desbordamiento afectaron a 13 colonias. En coordinación con el municipio se planeó la reubicación y dotación de pies de casa para los afectados. Además, se retiraron toneladas de lodo, basura y escombro, se realizaron acciones de fumigación en calles y viviendas afectadas en los sectores Hacienda del Rosario, San Luis, El Marqués, Los Arcos, Cinco de Mayo y áreas de la zona centro que sufrieron la inundación.
El 24 de abril de 2007 un fuerte tornado que trajo consigo una gran inundación, causó graves daños en Villa de Fuente y colonias aledañas, provocando la muerte de 3 personas y lesiones en 113, además de la destrucción casi total del lugar. Humberto Moreira permaneció en Piedras Negras desde el tornado, hasta que la reconstrucción de la zona se encontraba bastante avanzada; un total de 12 días, tiempo en el que entregó viviendas y estableció una serie de programas de apoyo urgente con respaldo económico a los comercios afectados para su reactivación.
Una tormenta se presentó en junio de 2007 en el municipio de Ramos Arizpe donde resultaron 132 casas dañadas, así como empresas y establecimientos comerciales. En algunos casos hubo derrumbes de bardas, paredes y techos, además, desafortunadamente una persona perdió la vida. El Gobierno de la Gente realizó las acciones necesarias para ayudar a los damnificados por este fenómeno y puso a disposición diversas dependencias de gobierno para su auxilio.
Con las inundaciones provocadas por el fenómeno meteorológico “Alex” en julio de 2010, al menos 35 de los 38 municipios de la entidad se vieron afectados por las precipitaciones, 17 de ellos quedando incomunicados, a los cuales sólo era posible el acceso mediante helicóptero. Durante este fenómeno en Coahuila se recibió la lluvia equivalente a 2 años de precipitaciones. El Gobierno de la Gente entregó apoyos económicos destinados para la reparación de viviendas.

#### Acusaciones de endeudamiento y denuncias
Tras finalizar su gestión como gobernador en 2011, enfrentó acusaciones judiciales por haber adquirido una deuda de 33 mil millones de pesos para el estado, cerca de 1800 millones de dólares. En noviembre de 2012, la Procuraduría General de la República (PGR) lo absolvió por no contar con las evidencias suficientes para acusarlo formalmente.
El 30 de junio de 2015 una corte del estado de Texas involucró a Moreira en operaciones de lavado de dinero a través de un prestanombres llamado Rolando González Treviño, quien aceptó declararse culpable e implicó al exgobernador. De acuerdo a esta declaración, entre enero y febrero del 2006, supuestamente Moreira y otros altos funcionarios del estado de Coahuila tomaron recursos públicos del erario y los transfirieron a González Treviño para invertirlos en la adquisición de estaciones de radio. 
El 15 de enero de 2016, a solicitud de la justicia estadounidense, fue detenido por las autoridades españolas en el aeropuerto de Barajas, en Madrid, bajo el cargo de blanqueo de dinero y malversación de fondos. Siete días después fue liberado ante el sobreseimiento del Juez de la Sala uno del Audiencia Nacional, medida que fue ratificada meses después por tres magistrados de la Sala.
Ha sido acusado de corrupción en múltiples ocasiones por diferentes vías. No habiendo sido condenado por ello, el 31 de marzo de 2019, Sergio Aguayo fue exonerado por los tribunales mexicanos tras haber acusado a Humberto Moreira de corrupto y otros delitos, pese a las previas denuncias del político contra el activista y defensor de los Derecho Humanos.

#### Lucha contra el narcotráfico
Entre 2005 y 2010, los delitos relacionados con el narcotráfico y la delincuencia organizada eran responsabilidad de Felipe Calderón como jefe del Gobierno Federal. En su periodo como gobernador, Humberto Moreira solicitó al General Secretario Guillermo Galván Galván, que la Fuerza Militar se hiciera cargo de las corporaciones de Policía y Subsecretaría encargada de los centros de readaptación social CERESOS, Centros Penitenciarios.  
Los salarios de los militares encargados de la coordinación de Policías y de los Centros Penitenciarios, así como sus gastos de hospedaje y manutención, eran sufragados por el Gobierno de Coahuila.
A fin de contribuir con la lucha en contra de los grupos al margen de la Ley, el gobierno de Moreira otorgó camionetas y combustible a la “Sexta Zona Militar” con el objeto que pudieran cumplir con sus funciones. Se entregó al Gobierno Federal del entonces presidente Felipe Calderón, un trabajo minucioso de investigación, realizado por la Fiscalía Estatal, con la intención de que atendieran, con mayor facilidad, la amenaza real que padecían coahuilenses, en el que se mencionaba el  “Detalle de rutas de trasiego de drogas y ubicaciones de personajes ligados al crimen organizado”. 
De 2005 al 2010 el gobierno de Moreira invirtió 1,000 millones de pesos, estableciendo como objetivos principales la prevención del delito, la formación y capacitación de los elementos de la Policía del Estado, así como de los funcionarios adscritos a las áreas de seguridad pública y procuración de justicia, el adecuado equipamiento de los cuerpos de seguridad municipales y estatales y el progreso del sistema de reinserción y reincorporación social. 
En el año 2012 Moreira interpuso una demanda contra Felipe Calderón ante la Corte Penal Internacional (CPI), por los muertos producidos por las bandas criminales.

#### Los sucesos de Allende
En los días del 18 al 20 de marzo de 2011 en el municipio de Allende ocurrió un ataque violento del grupo criminal de los Zetas contra sus habitantes. 
En todo Coahuila se sabe que fue el gobierno estatal quien realizó la matanza. 
Existen  varios documentos con el relato de los hechos reales, de investigadores serios no comprados. 
En los sucesos de Allende ocurrieron asesinatos, desapariciones y destrucción de viviendas, se trató de la venganza zeta contra toda una región pero se agudizo más en la ciudad de Allende. La venganza fue ordenadas por los líderes zetas Miguel Ángel Treviño Morales el Z-40 y Omar Treviño Morales el Z-42 contra los familiares de unos antiguos lugartenientes que los habían delatado con la DEA y que además habían escapado a Estados Unidos con 10 millones de dólares. Grupos de pistoleros fuertemente armados arribaron en camionetas al poblado y ante la mirada complaciente de la policía municipal, incendiaron casas y negocios (32 viviendas y 2 rachos); entraron a las viviendas y se llevaron a familias enteras a las que asesinaron y después quemaron sus cuerpos para desaparecer todo rastro, de acuerdo con las declaraciones de los sicarios detenidos posteriormente por la Procuraduría General de Justicia del Estado de Coahuila. El número de muertos y desaparecidos es un misterio, el gobierno de Coahuila dijo que hubo 28 víctimas, el Colegio de México asegura que fueron 42, y la prensa estima desde 60 hasta 300.
El 5 de julio de 2017 la Federación Internacional por los Derechos Humanos presentó un informe ante la Corte Penal Internacional sobre asesinatos y desapariciones forzadas en el estado de Coahuila entre 2009 y 2016.
La FIDH presentó el 24 de octubre de 2017 el informe ante la Comisión Interamericana de DDHH, con motivo del 165 Periodo Ordinario de sesiones, en Uruguay. Posteriormente se organizó un debate en Ciudad de México con la asistencia de expertos independientes entre los que se encontraba el director de la Clínica de DDHH de la Universidad de Texas, Ariel Dulitzky, quien declaró que la “tolerancia de Humberto Moreira con las operaciones de los Zetas”, era una de las causas en la comisión de los horrendos crímenes de Coahuila. En ese mismo acto, el Sr. Dulitzky, director de la Clínica de DDHH anunció la publicación de un informe realizado a partir de datos extraídos de tres juicios contra miembros de los Zetas en Texas. 
El citado informe se presentó el 6 de noviembre, dando lugar a multitud de titulares que relacionaban directamente a Humberto Moreira con los Zetas, recogiendo gravísimas acusaciones contra el exgobernador señalándole de haber cobrado sobornos por parte de miembros del cartel, según las declaraciones de Rodrigo Humberto Uribe Tapia, miembro de esta organización, ante la corte de San Antonio en Texas.
El día 7 de noviembre, Humberto Moreira emitió un comunicado a los medios de comunicación donde expresó su indignación contra las acusaciones vertidas en dicho informe. Explicó en su escrito que intentó ponerse en contacto con la clínica de Derechos Humanos de la Universidad de Texas, mas ésta nunca quiso escuchar su versión de los hechos, negándole el derecho a defenderse de las acusaciones.
El 8 de noviembre de 2017, el Heraldo de Saltillo, publicó información en la que asegura que Rodrigo Humberto Uribe Tapia, ex integrante del Cártel de los Zetas, y cuyos testimonios en una corte de San Antonio, Texas, sirvieron como base para la elaboración del informe “Control…sobre todo el estado de Coahuila”, recibió dinero de parte del senador del PAN, Luis Fernando Salazar, para intrigar en contra de Humberto Moreira, al cual acusó de haber recibido sobornos de parte de los Zetas.[cita requerida]
El 31 de octubre, Humberto Moreira envió una misiva que a la Comisión Interamericana de Derechos Humanos (CIDH) en la que se puso a disposición de ese organismo, reiterando que el informe “México: asesinatos, desapariciones y torturas en Coahuila de Zaragoza constituyen crímenes de lesa humanidad”, firmado por la Federación Internacional por los Derechos Humanos (FIDH), contiene acusaciones falsas en su contra.
Humberto Moreira escribió una carta al secretario ejecutivo de la CIDH, Paulo Abrão, en la que señala que considera necesario aclarar que dicho informe lo pretende vincular con hechos delictivos durante su sexenio, basados en artículos periodísticos o información difundida de forma descontextualizada o sesgada, con “testimonios de narcotraficantes detenidos en Estados Unidos, sospechosos de haber sido obtenidos a cambio de beneficios penitenciarios”.

## Muerte de su hijo
El 3 de octubre de 2012 el exgobernador de Coahuila, Humberto Moreira, sufrió la pérdida de su hijo José Eduardo Moreira Rodríguez, cuyo cuerpo fue localizado en el municipio de Acuña.
La muerte de José Eduardo Moreira Rodríguez fue ligada a una posible venganza por el asesinato de Alejandro Treviño Chávez, sobrino de Miguel Ángel Treviño Morales, el Z-40, uno de los líderes del cártel de los Zetas.
La pérdida de su hijo motivó que en el año 2013 fuera a vivir un año a Barcelona, España para cursar de manera presencial estudios de posgrado que incluyeron un Doctorado en Educación que le otorgó el grado académico de Doctor en Educación en agosto de 2016.

## Relaciones con la prensa
Desde enero de 2017, Humberto Moreira ha denunciado ser víctima de difamación por parte de varios medios de comunicación que han publicado información a las que ha calificado como carentes de veracidad, las cuales han derivado en procedimientos judiciales en México y España que le han permitido una rectificación en relación con los procesos judiciales a los que ha sido vinculado.  
El 18 de marzo de 2016 el Juzgado de Primera Instancia número 89 de Madrid, a través de la sentencia 51/17, declaró con lugar la demanda de rectificación interpuesta por Moreira contra Diario El País por la publicación del reportaje: “Misión: salvar en Madrid a Humberto Moreira" de fecha 8 de marzo de 2017.
El 10 de abril de 2016 por orden judicial dictada en la Sentencia 447/17 de la Sección 16 Audiencia Provincial de Barcelona fue admitida la acción de rectificación dirigida al diario digital Crónica Global. Por el artículo “La Audiencia Nacional evita el asesinato de una mujer mexicana a cargo de los Zetas” La rectificación fue publicada el 26 de septiembre de 2017.
El pasado 31 de marzo, los tribunales mexicanos fallaron en favor de Sergio Aguayo, que fue demandado por Humberto Moreira por supuestos delitos contra el honor del político mexicano. Humberto Moreira estimó en 10 millones de pesos el valor de su honor. Este tipo de denuncias de políticos contra periodistas y activistas son habituales en México a fin de acosar a la prensa y amedrentarles.

## Expulsión del PRI
En las elecciones estatales de Coahuila de 2017,  Moreira fue incluido en la lista plurinominal a una diputación local por el Partido Joven. Tras esto, el PRI abrió el proceso de expulsión contra Moreira, quien terminó siendo expulsado del mismo, convirtiéndose así, junto con Porfirio Muñoz Ledo y Genaro Borrego Estrada, en uno de los expresidentes del PRI en dejar el partido.
Moreira no logró la diputación, ya que su partido no logró los votos suficientes para
sobrevivir y perdió el registro.
Poco después, Moreira protestó por su expulsión del PRI. Finalmente, el Tribunal Electoral le devolvió la militancia al comprobar irregularidades en el proceso de expulsión.